# Bendel Insurance FC
Bendel Insurance FC is een Nigeriaanse voetbalclub uit Benin City. In 2008 degradeerde de club voor de eerste keer uit de hoogste klasse.

## Erelijst
- Premier League

1973, 1979
- Beker van Nigeria

Winnaar: 1972, 1978, 1980
Finalist: 1981
- CAF Cup

1994

## Bekende spelers
- Julius Aghahowa
- Joseph Akpala
- Justice Christopher
- Pius Ikedia
- Benedict Iroha
- Peter Odemwingie
- Thompson Oliha
- Wilson Oruma
- John Owoeri
- Ifeanyi Udeze